# جيلهاوس روك
«جيلهاوس روك» هي أغنية من تأليف جيري لايبر ومايك ستولر والتي أصبحت إحدى أغاني إلفيس بريسلي الناجحة. أصدرت آر سي أيه فيكتور الأغنية على أسطوانة منفردة 45 لفة في الدقيقة في 24 سبتمبر 1957، كما أصدر فيلم بنفس عنوان الأغنية من تمثيل بريسلي.
وضعت مجلة رولينج ستون الأغنية في المرتبة 67 على قائمتها عن أعظم 500 أغنية في كل العصور، ووضعت في قائمة 500 أغنية شكلت موسيقى الروك آند رول. في عام 2004، كما وضعت في المرتبة 21 على قائمة 100 سنة 100 أغنية في استبيان لأفضل الألحان في السينما الأمريكية. في 27 نوفمبر 2016، أعلنت قاعة غرامي للمشاهير إدخال هذه الأغنية في القاعة إلى جانب مع 24 أغنية أخرى.
قام بريسلي بأداء الأغنية في الفيلم ورافقه راقصون على شكل مجموعة كبيرة من السجناء، وتم إدخالها مع غيرها من وصلات إم جي إم الموسيقية الكلاسيكية في الفيلم الوثائقي That's Entertainment! III عام 1994. تختلف نسخة الفيلم عن نسخة الأغنية المنفردة، حيث تضم آلات موسيقية داعمة وغناء خلفي لا يسمع على التسجيل.

## الشخصيات والمواضيع
بعض الشخصيات المسماة في الأغنية هي شخصيات حقيقية. «شيفتي هنري» هو موسيقي معروف من لوس أنجلس وليس مجرما. العصابة الأرجوانية هي عصابة حقيقية. «ساد ساك» هو لقب أطلق على الشخص الفاشل في الجيش الأمريكي خلال الحرب العالمية الثانية، والذي أصبح أيضا اسم قصص مصورة شعبية.
وفقا لمجلة رولينج ستون، كانت أغنية ليبر وستولر هي أغنية "سخيفة"، من نفس نوع الأغاني الفكاهية التي ألفها الاثنان لفريق كوسترز، إلا أن بريسلي غناها على أنها أغنية روك اند رول صافية، وغفل عن الإشارات والنكت في الكلمات ومن ثم قدم وصلة الإيتار من سكوتي مور. تضمنت الكلمات إشارات إلى العلاقات المثلية: "قال الرقم 47 للرقم 3، أنت أجمل سجين رأيته"، ويرى باحثو الدراسات الجنسانية أن الأغنية كانت إشارة مهمة للعلاقات المثلية وراء القضبان"،  بينما كتب الناقد الموسيقي غاري مولهولاندر "كانت جيلهاوس روك أغنية غريبة بجميع المعاني". كتب دوغلاس برود عن الإنتاج المصور أنه "من المدهش أن الكلمات مرت من خلال الرقابة".

## الإصدارات والأداء على القوائم
تم إصدار المفردة مع أغنية «تريت مي نايس» في الوجه الثاني (وتم إدخالها أيضا في الموسيقى التصويرية للفيلم) وتصدرت قوائم الأغاني في الولايات المتحدة لسبعة أسابيع في خريف عام 1957، بينما تصدرت قائمة أغاني المملكة المتحدة لثلاثة أسابيع في بدايات العام 1958. وكانت هذه أول منفردة تتصدر القائمة البريطانية منذ أسبوعها الأول. وإضافة إلى ذلك، تصدرت الأغنية قائمة بيلبورد لأغاني الكانتري لأسبوع واحد،  وكذلك قائمة الريذم أند بلوز.
في عام 1957 أيضا، كانت «جيلهاوس روك» هي الأغنية الرئيسية في إصدار موسع إلى جانب الأغاني الأخرى من الفيلم. وتصدرت قائمة بيلبورد للإصدارات الموسعة، وبيع منها مليوني نسخة وكسبت تصنيف البلاتين المزدوج من رابطة صناعة التسجيلات الأمريكية.
في عام 2005، أعيد إصدار الأغنية في المملكة المتحدة وتصدرت القائمة لأسبوع واحد، وأصبحت صاحبة أقل مبيعات بين أغاني المرتبة الأولى في تاريخ المملكة المتحدة، وأول من تتصدر من أسبوعها الأول مرتين.

### القوائم
| القوائم (1957–1958)                                      | أفضل مركز |
| -------------------------------------------------------- | --------- |
| أستراليا (كينت ميوزيك ريبورت)                            | 3         |
| بلجيكا (أولتراتوب الفلاندرز)                             | 8         |
| فنلندا (تسجيلات فنلندا الرئيسية)                         | 3         |
| المملكة المتحدة (تصنيف الأغاني المنفردة المملكة المتحدة) | 3         |
| بيلبورد هوت 100 (أمريكا)                                 | 1         |
| بيلبورد: أفضل المبيعات في المتاجر (أمريكا)               | 1         |
| بيلبورد: الأغاني المشغلة على صناديق الأغاني (أمريكا)     | 1         |
| بيلبورد: قائمة مبيعات أغاني الكانتري (أمريكا)            | 3         |
| بيلبورد: قائمة مبيعات أغاني الآر أند بي (أمريكا)         | 1         |
| بيلبورد: قائمة أغاني الكانتري (أمريكا)                   | 1         |
| بيلبورد: قائمة أغاني الآر أند بي (أمريكا)                | 1         |
| كاشبوكس: قائمة أغاني الكانتري (أمريكا)                   | 1         |

| القوائم (1971)  | أفضل مركز |
| --------------- | --------- |
| المملكة المتحدة | 42        |

| القوائم (1974) | أفضل مركز |
| -------------- | --------- |
| بلجيكا (والون) | 9         |
| هولندا         | 4         |

| القوائم (1977)  | أفضل مركز |
| --------------- | --------- |
| المملكة المتحدة | 44        |

| القوائم (2005)                | أفضل مركز |
| ----------------------------- | --------- |
| أيرلندا (ترتيب أغاني أيرلندا) | 23        |
| فرنسا سنيب                    | 87        |
| سويسرا (هيت باراد سويسرا)     | 96        |
| هولندا                        | 19        |
| السويد (سويرجتوبليستان)       | 37        |
| المملكة المتحدة               | 1         |

| Chart (1957)                               | Peak position |
| ------------------------------------------ | ------------- |
| أستراليا (كينت ميوزيك ريبورت)              | 22            |
| بيلبورد: أفضل المبيعات في المتاجر (أمريكا) | 16            |
| كاشبوكس: أغاني البوب (أمريكا)              | 11            |

## وصلات خارجية
- Full audio of the song on YouTube
- Elvis Presley's "Jailhouse Rock" at لاست إف إم
- كلمات الأغنية الكاملة على مترولايركس